# Harpalus uteanus
Harpalus uteanus är en skalbaggsart som beskrevs av Thomas Casey. Harpalus uteanus ingår i släktet Harpalus och familjen jordlöpare. Inga underarter finns listade i Catalogue of Life.